# Frontière entre les Comores et la France
La frontière entre les Comores et la France concerne la limite maritime entre l'île française de Mayotte et l'union des Comores dans l'archipel du même nom.
Aucun accord n'a été signé pour délimiter les zones maritimes sous souveraineté de ces deux pays ; d'ailleurs, l'union des Comores ne reconnaît pas la souveraineté de la France sur Mayotte et la revendique.
Depuis le 1er janvier 2014 et l'adhésion de Mayotte à l'Union européenne (conséquence de son changement de statut de PTOM à RUP à la suite de sa départementalisation), cette frontière constitue également la frontière entre l'Union européenne et les Comores.